# فرودگاه صحرایی کی‌یف چایکا
فرودگاه صحرایی کی‌یف چایکا (به انگلیسی: Kiev Chaika Airfield) یک فرودگاه همگانی است . این فرودگاه در شهر کی‌یف کشور اوکراین قرار دارد و در ارتفاع ۱۸۳ متری از سطح دریا واقع شده است.